# Seddera
Seddera, rod slakovki smješten u tribus Cresseae, dio potporodice  Convolvuloideae. Sastoji se od 27 vrsta polugrmova rasprostranjenih po Africi, Arapskom poluotoku, Madagaskaru, te Indiji i Pakistanu. 
Tipična vrsta je Seddera virgata. Rod je opisan u Flora 27(1): Bes. Beil. 7. 1844.

## Vrste
1. Seddera arabica (Forssk.) Choisy
2. Seddera bagshawei Rendle
3. Seddera bracteata Verdc.
4. Seddera capensis (E. Mey. ex Choisy) Hallier fil.
5. Seddera cinerea Hutch. & E. A. Bruce
6. Seddera erlangeriana Engl. & Pilg
7. Seddera evolvuloides (R. Br.) Wight
8. Seddera glomerata (Balf. fil.) O. Schwartz
9. Seddera hadramautica R. R. Mill
10. Seddera hirsuta Dammer ex Hallier fil.
11. Seddera humilis Hallier fil.
12. Seddera intermedia Hochst. & Steud. ex Hochst.
13. Seddera latifolia Hochst. & Steud.
14. Seddera madagascariensis Deroin & Sebsebe
15. Seddera micrantha Pilg
16. Seddera namibica Sebsebe
17. Seddera ogadenensis Sebsebe
18. Seddera pedunculata (Balf. fil.) Hallier fil.
19. Seddera repens Hallier fil.
20. Seddera retusa R. R. Mill
21. Seddera rhodantha R. R. Mill
22. Seddera schizantha Hallier fil.
23. Seddera secundiflora Jaub. & Sp.
24. Seddera simmonsii Verdc.
25. Seddera suffruticosa (Schinz) Hallier fil.
26. Seddera velutina R. R. Mill
27. Seddera virgata Hochst. & Steud.

## Sinonimi
- Schizanthoseddera (Roberty) Roberty; Boissiera 10: 151 (1964)
- Sedderopsis (Roberty) Roberty; Candollea 14: 29 (1952)